# Calm Before the Storm (álbum de Lauren Harris)
Calm Before the Storm é o primeiro álbum da cantora Lauren Harris.

## Faixas
| N.º | Título                        | Duração |  |
| 1.  | "Steal Your Fire"             | 4:31    |  |
| 2.  | "Your Turn"                   | 3:41    |  |
| 3.  | "Get Over It"                 | 3:49    |  |
| 4.  | "Like It or Not"              | 3:28    |  |
| 5.  | "From the Bottom to the Top"  | 3:41    |  |
| 6.  | "Let Us Be"                   | 3:53    |  |
| 7.  | "Hurry Up"                    | 4:18    |  |
| 8.  | "Come on Over"                | 4:09    |  |
| 9.  | "Hit or Miss"                 | 3:54    |  |
| 10. | "See Through"                 | 3:43    |  |
| 11. | "You Say"                     | 4:30    |  |
| 12. | "Natural Thing" (faixa bônus) | 3:23    |  |

## Créditos
Produzido por Tommy McWilliams para Monstro Visionary Entertainment
- Lauren Harris - Vocal, backing vocals
- Richie Faulkner - Guitarra
- Tommy McWilliams - Bateria, Teclado, Guitarra (faixas 7, 11), programação, backing vocals
- Steve Harris - Baixo (faixas 1, 5, 8, 12), backing vocals (faixas 1, 5, 8)
- John Falcone - Baixo (faixas 4, 6)
- Miguel Gonzales - Baixo (faixas 2, 3, 9, 10, 11)
- Michael Quinn - Baixo (faixa 7), backing vocals (faixas 2, 3, 7)
- Joe Lazarus - Bateria (faixas 8, 12)
- Randy Gregg - Baixo (ao vivo)